# Инцидент с посадкой Boeing 737 в Киеве
Инцидент с посадкой Boeing 737 в Киеве — авиационный инцидент, произошедший 21 октября 2016 года на Украине. Авиалайнер Boeing 737-8ZM белорусской авиакомпании «Белавиа» выполнял регулярный международный пассажирский рейс В2-840 по маршруту Киев — Минск, но вскоре после взлёта по требованию СБУ был вынужден возвратиться в аэропорт вылета. После приземления был задержан, а впоследствии отпущен журналист и блогер Армен Мартиросян. Представители авиакомпании «Белавиа» утверждали, что украинский диспетчер уведомил о поднятии, в случае неповиновения, истребителей на перехват, предоставили аудиозаписи переговоров с пилотами. Украинская сторона, в свою очередь, отрицала обвинения.

## Полёт
21 октября 2016 года самолёт Boeing 737-8ZM авиакомпании «Белавиа», со 136 пассажирами и 6 членами экипажа на борту, выполнявший рейс В2-840 по маршруту Киев—Минск, вылетел из международного аэропорта Жуляны.
За 50 километров до входа в воздушное пространство Белоруссии командиру экипажа рейса 840 поступило указание от диспетчера управления воздушного движения районного центра «Киев», входящего в государственное предприятие обслуживания воздушного движения «Украерорух», о немедленном возврате в аэропорт вылета без объяснения каких-либо причин. По словам представителей авиакомпании, а позже командира авиалайнера В. Шишко, в случае неповиновения пригрозили поднять истребители. Представитель СБУ А. Ткачук опроверг информацию об угрозе поднять истребители для возвращения в аэропорт белорусского самолёта. В свою очередь, заместитель генерального директора «Белавиа» И. Чергинец заявил, что угрозы задействовать военную авиацию зафиксированы в записи переговоров экипажа с наземными службами. Впоследствии была опубликована запись переговоров экипажа лайнера и украинского диспетчера, в которой диспетчер предупреждает пилота, что за невыполнение приказа на возврат будет поднята боевая авиация на перехват. Позже пресс-секретарь СБУ Е. Гитлянская назвала угрозы поднять истребители против рейса «Белавиа» «выдумками диспетчера».
После приземления был снят с борта гражданин Армении Армен Мартиросян. Лайнер улетел в Минск без него. Через некоторое время задержанный был отпущен и отправился в белорусскую столицу другим рейсом. С его слов, искали «какой-то накопитель информации, ничего не нашли и отпустили».
Белоруссия в связи с принудительным возвращением самолёта заявила Украине протест и потребовала официальных извинений и компенсации финансовых издержек. Президент Украины П. Порошенко в телефонном разговоре с А. Лукашенко извинился за инцидент с самолётом «Белавиа» и проинформировал, что виновные наказаны. В СБУ и «Украерорухе» опровергли слова Порошенко о наказании виновных в инциденте.

## Международная реакция
Инцидент не получил широкой огласки в западной прессе. После инцидента с посадкой Boeing 737-800 авиакомпании Ryanair в Минске и высадки с борта самолёта белорусского блогера, одного из создателей Telegram-канала Nexta Романа Протасевича, а также журналистки Софьи Сапеги и последующих обвинений со стороны Запада в гостерроризме, наложения санкций, запрета полётов компании «Белавиа» над Европой, различные представители госструктур Белоруссии и России обвинили международные организации и западные страны в двойных стандартах.

## Похожие события
- Инцидент с посадкой Boeing 737 в Минске